# Angelo Bonelli
Angelo Bonelli (Roma, 30 de julio de 1962) es un político italiano.
Desde el 10 de julio de 2021 es coportavoz de Europa Verde, junto a Eleonora Evi.
Fue candidato a la alcaldía de Tarento en 2012, presidente de la Federación de los Verdes desde el 10 de octubre de 2009 al 24 de marzo de 2018, diputado de la Cámara de los Diputados italiana durante la XV legislatura y presidente del 13.º distrito de Roma (Ostia-Acilia-Casal Palocco ) desde 1993 a 1994.

## Primeros años
Nació en Roma en 1962. Su compromiso político y ecologista comenzó en las asociaciones ecologistas y en la Federación de los Verdes, donde en 1990 se convirtió en consejero de circunscripción del distrito 13 de Ostia del Municipio de Roma.
En 1993 fue elegido en el municipio de Roma, pero optó por la Presidencia de la circunscripción de Ostia, cargo que ocuparía durante el bienio de 1993-1994.
Fue consejero regional, líder del grupo de los Verdes en el Consejo regional del Lacio y consejero de Medio Ambiente y Cooperación entre los Pueblos de la Región de Lacio, cargo al que renunció tras ser elegido como diputado en la Cámara de los Diputados italiana.
En las elecciones europeas de 2004 fue candidato por los Verdes en la circunscripción de Italia central. Sin embargo, no resultó elegido.

## Diputado y líder del grupo de los Verdes
En las elecciones generales italianas de 2006 fue candidato a la Cámara de Diputados, siendo elegido por la circunscripción de Lacio 1 en la coalición de L'Unione (La Unión). Durante la XV Legislatura formó parte de la IX Comisión de Transportes. Fue también líder del grupo de los Verdes en la Cámara. Además, por iniciativa suya y del diputado campano Giuseppe Trepiccione, el 6 de junio de 2007 se aprobó una sub enmienda parlamentaria que buscaba promover la renacionalización de los recursos hídricos.
En las elecciones generales italianas de 2008 fue candidato en la lista electoral de la Sinistra Arcobaleno de Fausto Bertinotti para la Cámara de los Diputados, sin ser electo.

## Presidente de la Federación de los Verdes
El 10 de octubre de 2009 tuvo lugar en Fiuggi la XXX Asamblea Nacional del partido, donde se candidato a presidente de la Federación Nacional, representando al ala partidaria de volver a ser un partido ecologista autónomo, ganando inesperadamente a su oponente Loredana De Petris., candidata favorita y representante del sector partidario de la fusión de los Verdes con la Izquierda y Libertad de Nichi Vendola. Fue elegido presidente del partido con 245 votos a favor frente a los 231 cosechados por De Petris. Con Bonelli se optó, por tanto, por mantenerse como un partido ecologista autónomo, frente a la posible confluencia de los Verdes con Izquierda y Libertad.

## Consejero regional del Lacio
Volvió a presentarse en las elecciones regionales del Lacio en 2010 con los Verdes como cabeza de lista de la circunscripción de Roma, en apoyo de la candidata del centro-izquierda: la histórica radical Emma Bonino. Bonello obtuvo 2.594 preferencias, siendo elegido para el Consejo regional del Lacio, y convirtiéndose posteriormente en el líder del grupo de los Verdes en el Consejo.
Con motivo de los referéndums abrogativos de 2011, participó activamente en la campaña contra la energía nuclear. Durante una transmisión televisiva sobre el tema, afirmó que en el informe de UNSCEAR sobre las consecuencias de Chernobyl, el número de muertes causadas por el accidente ascendía a 6800, mientras que en ese informe, como también indicaba el foro sobre Chernobyl publicado en 2005, el número de muertes confirmadas variaba únicamente de un mínimo de 30 a un máximo de 65.

## Candidatura a la alcaldía de Tarento
De cara a las elecciones administrativas de 2012 y tras el llamamiento lanzado por la agrupación de asociaciones y comités ecologistas encabezado por "Taranto Respira", el líder de los Verdes superó las diferencias y decidió aceptar  presentarse a la alcaldía de Tarento, el cual ya había sido declarado por el Ministerio del Medio Ambiente una "zona de alto riesgo ambiental " en 1991.
En las elecciones municipales, apoyado por una coalición formada por Ecologistas y Redes Cívicas y por las listas cívicas “Rinascere, Aria Pulita, Mamme per Taranto y Rinnoviamo Insieme” (Renacer, Aire Limpio, Mamás por Tarento y Renovemos Juntos), obtuvo un total de 12.277 votos, equivalentes al 12 % del escrutinio, colocándose así en tercer lugar lugar, detrás del alcalde saliente y candidato de centro-izquierda (el vendoliano Ippazio Stefano) y detrás del candidato de la derecha (Mario Cito), y logrando, no obstante, superar al candidato de centro-derecha, quien recibió únicamente el 7 % de los votos.
Aunque no logró pasar a segunda vuelta, si fue elegido concejal municipal en la ciudad; convirtiéndose, además, en el líder de su grupo municipal.
Angelo Bonelli, además de ejercer como concejal en Tarento, es uno de los principales activistas en la lucha contra la contaminación producida por la compañía Ilva y en la denuncia de las conexiones entre el empresariado y la política evidenciadas gracias a la investigación “Ambiente svenduto” (Medio ambiente vendido). Precisamente por esta incansable actividad, la Jefatura de Policía de Roma le asignó un servicio de vigilancia y protección domiciliar tras la llegada el 13 de febrero de una carta anónima a la sede de su partido. Bonelli no se encontraba en ese momento en Roma, por lo que el personal del coportavoz de los Verdes llamó al escuadrón antibombas, que requisó la carta para analizarla. En el interior de esta, los investigadores encontraron un líquido que fue sometido a análisis. Más tarde, el 5 de marzo de 2014, Bonelli recibió una segunda carta anónima. Esta vez, el sobre había sido enviado a las oficinas municipales de Tarento y había sido entregado por uno de los empleados municipales, sin conocer el contenido. El sobre contenía, además de una carta anónima llena de claras amenazas, una navaja.

#### Elecciones generales de 2013 y europeas de 2014
Candidato en las elecciones generales de 2013, no fue elegido como diputado al no superar su lista el mínimo de votos necesarios (Rivoluzione Civile) (Revolución Civil).
En las elecciones europeas de 2014 en Italia, Angelo Bonelli fue candidato por la lista Verdi Europei - Green Italia, inscrita en el Partido Verde Europeo, en los distritos electorales de Italia Central y Sur de Italia, obteniendo más de 6.500 votos. No obstante, esta lista no pasó la barrera del 4 % y, por lo tanto, Angelo Bonelli no pudo ser elegido. Los Verdes han presentado varios recursos contra esta barrera ante el Tribunal Constitucional.

#### Elecciones generales en 2018
De cara a las elecciones generales de 2018, optó por adherir su partido a la coalición del centro-izquierda, naciendo el 14 de diciembre de 2017 la lista electoral Italia Europa Insieme (Italia Europa Juntas), conocida simplemente como Insieme, lista de la que forma parte el Partido Socialista Italiano de Riccardo Nencini y los antiguos integrantes de El Olivo de Romano Prodi, encabezados por Giuliano Pisapia y su proyecto "Campo Progressista", liderados por el exministro para la implementación del programa de gobierno Giulio Santagata.
En la convocatoria electoral se presentó en la circunscripción uninominal de Pesaro-Fano-Senigallia para el Senado de la República, apoyado por la coalición de centro-izquierda, denominada Insieme. Sin embargo, Bonelli fue vencido por la candidata del Movimiento 5 Estrellas Donatella Agostinelli.

### Dimisión como portavoz de Los Verdes y candidatura a las elecciones europeas de 2019
El 24 de marzo de 2018 presentó a la ejecutiva nacional de Los Verdes su dimisión, abandonando su cargo como coordinador de la misma. Esta dimisión fue anunciada también a través de sus redes sociales.
En el mes de enero de 2019, Angelo Bonelli fue nombrado coordinador nacional de la ejecutiva de los Verdes. En las elecciones europeas del 26 de mayo se presentó como candidato por Europa Verde (lista formada por los Verdes y Possibile) en el distrito nororiental de Italia, obteniendo 4074 votos pero sin ser elegido, al no alcanzar de nuevo su lista el umbral mínimo de votos.

### Nombramiento como portavoz de Europa Verde
El 10 de julio de 2021, en la asamblea constituyente de Europa Verde como partido, celebrada en la localidad sienesa de Chianciano Terme, fue nombrado como coportavoz de la nueva entidad política junto a Eleonora Evi, cargo que mantiene en la actualidad.
A principios de noviembre de 2021 fue víctima de vandalismo. La puerta de entrada de su casa fue vandalizada al escribirse con aerosol la palabra "infame"; esto sucedió poco después de que Bonelli presentara dos denuncias contra el partido ultraderechista italiano Forza Nuova, una en la Fiscalía de Milán y la otra en Roma. Sobre el asunto, Bonelli declaró al periódico el Corriere della Sera que "no se rendiría".

## Obras
- Good Morning Diossina. Taranto, un caso italiano ed europeo, 2015, ISBN 9788891176981 (Good Morning Dioxina. Tarento, un caso italiano y   europeo)